# Velapia
Velapia is een geslacht van rechtvleugeligen uit de familie krekels (Gryllidae). De wetenschappelijke naam van dit geslacht is voor het eerst geldig gepubliceerd in 2009 door Otte & Perez-Gelabert.

## Soorten
Het geslacht Velapia omvat de volgende soorten:
- Velapia epaxia Otte & Perez-Gelabert, 2009
- Velapia myrmex Otte & Perez-Gelabert, 2009